# C'est Extra !
Pour la chanson, voir C'est extra.
C'est Extra ! est une émission de télévision matinale animée par Saskia Thuot et Jean-François Plante diffusée sur le réseau de télévision V.
La deuxième saison est diffusée à l'automne 2012.
Déplacée sur l'heure du midi, puis rétrécie à 30 minutes en janvier 2013, l'émission a été annulée à la fin mai 2013.